# Miu Miu
Miu Miu é uma marca italiana de roupas e acessórios femininos de alta moda e uma subsidiária integral da Prada. É dirigida por Miuccia Prada e sediado em Paris, França.

## História
A Miu Miu foi fundada em 2012 por Miuccia Prada. O nome foi concebido a partir do apelido da família de Miuccia Prada. Foi lançado publicamente em 1993, com uma coleção temática de cowgirl com jaquetas de camurça com franjas e saias de pradaria de retalhos. A partir de 1994, a marca apresentou suas coleções nos EUA por três temporadas. Ela mostrou pela primeira vez uma coleção de moda feminina durante a Paris Fashion Week de 2006.
Em 2005, a Prada trabalhou para distinguir a Miu Miu, montando um showroom separado para a marca em uma vila Art Nouveau, que serviu como a primeira sede da Prada em Milão e usando o mesmo local para o desfile masculino de outono-inverno em 2006.
Apoiada por um acordo de 2013 entre a Coty Inc. e a Prada, a Miu Miu lançou sua primeira fragrância em 2015, marcando a primeira vez que a marca se expandiu para fora dos mercados de moda e acessórios.
Em 2020, a Miu Miu apresentou o Upcycled by Miu Miu, uma coleção limitada de vestidos vintage das décadas de 1940 a 1970, que foram ajustados e remodelados.

## Butiques

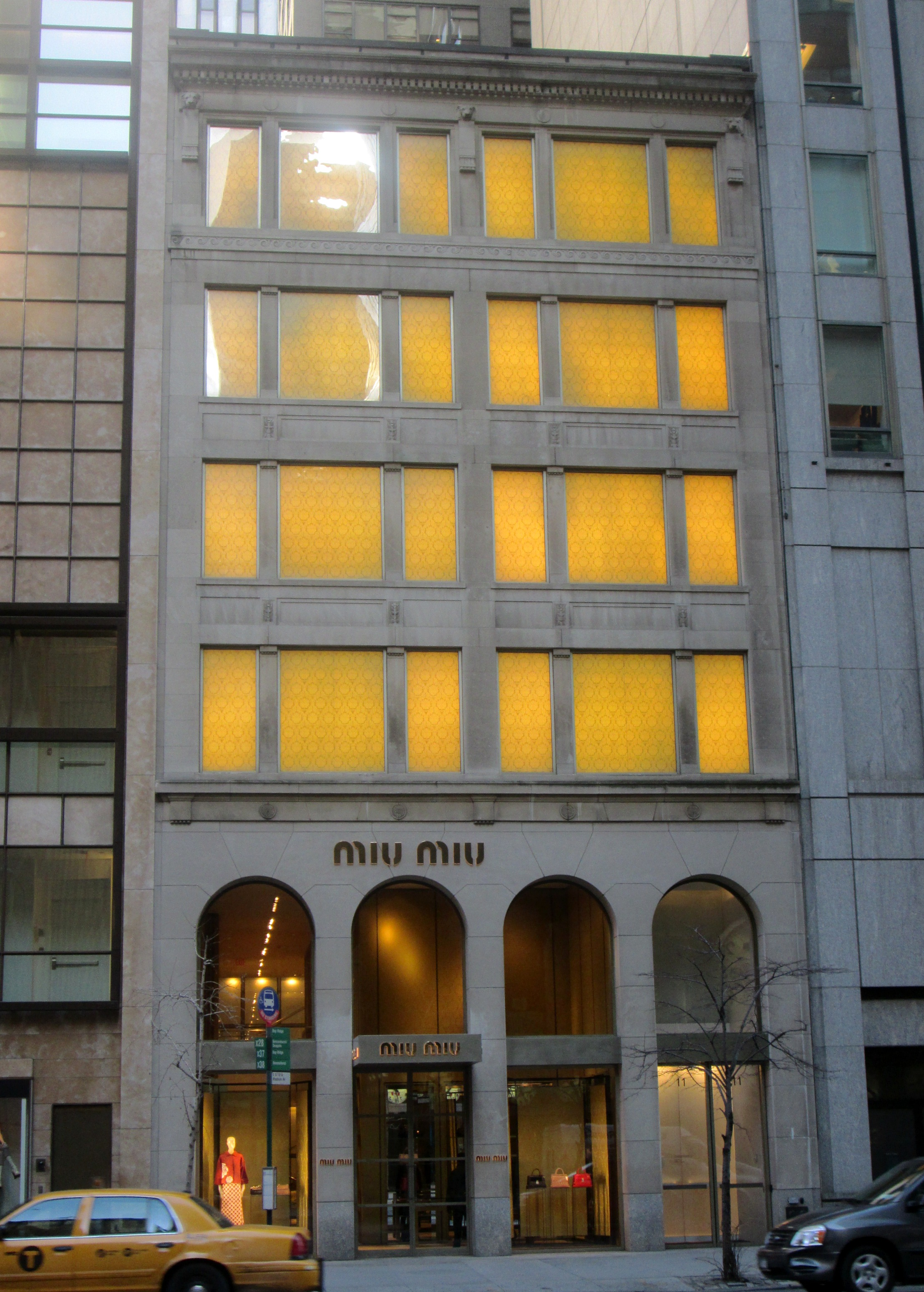
Loja da Miu Miu em Nova Iorque.

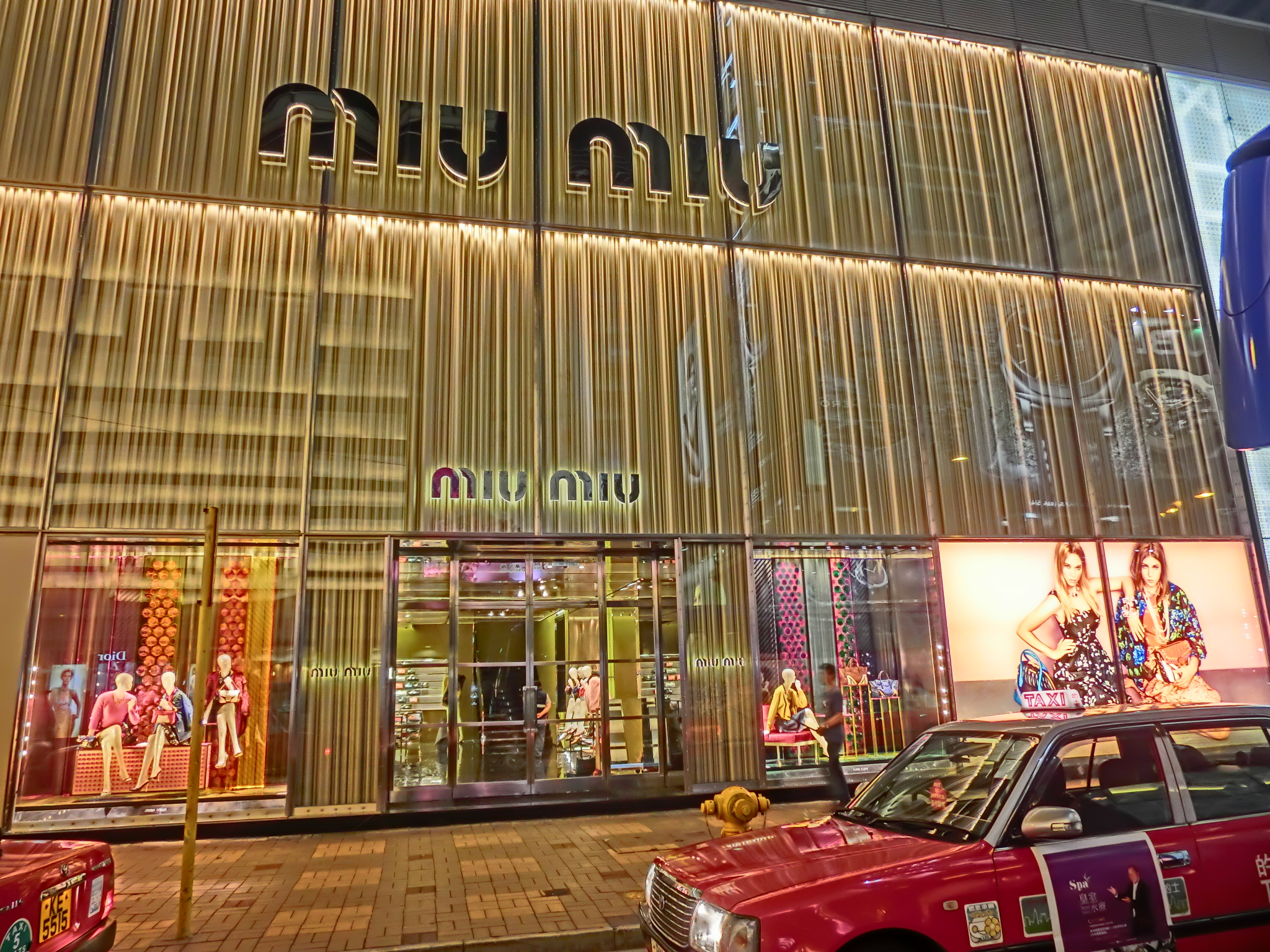
Loja da Miu Miu Hong Kong.

Existem butiques Miu Miu localizadas em escala global. O arquiteto Roberto Baciocchi desenvolveu o projeto para uma série inicial de lojas, que foi aplicada pela primeira vez na loja de Milão, em 2006. Ele também criou os interiores das lojas Miu Miu em Paris, Hong Kong, Florença, Londres, Nova York e Taipei.
A Miu Miu abriu sua primeira loja independente na China na cidade de Shenzhen, no The Mixc, em 2009. Uma nova loja norte-americana foi lançada em Houston, Texas, na The Galleria, durante o verão de 2011 e em Short Hills, Nova Jersey, no outono de 2011. A Miu Miu também abriu sua primeira butique australiana no Chadstone Shopping Center, em Melbourne. Uma filial foi aberta em Glasgow, Escócia, em 2010 e está situada em uma unidade da House of Fraser. Uma loja projetada por Herzog & de Meuron abriu no distrito de Aoyama, em Tóquio, em 2015.
Em 2017, a loja da Miu Miu em Sloane Street, em Londres, reabriu após uma reforma e anunciou que iniciaria um serviço de personalização para permitir que os clientes desenhassem seus próprios saltos. É a única loja Miu Miu no mundo a oferecer este serviço.

## Publicidade
Os modelos de porta-voz da marca incluem Laetitia Casta, Kirsten Dunst, Maggie Gyllenhaal, Katie Holmes, Ginta Lapina, Lindsay Lohan, Vanessa Paradis, Chloë Sevigny, Siri Tollerod, Lindsey Wixson, Zhou Xun, Dong Jie, Jessica Stam e Joan Smalls. Em maio de 2011, a Miu Miu nomeou a atriz (com apenas quatorze anos na época) Hailee Steinfeld para ser o novo e mais jovem rosto da marca. Para a campanha de 2012, foi escolhida uma modelo norte-americana de 34 anos, Guinevere Van Seenus. Em 2018, a atriz Elle Fanning tornou-se o rosto da marca. Em 2021, a cantora e atriz sul-coreana Im Yoona foi selecionada como embaixadora da marca.
Em 2011, a Miu Miu lançou a série Women's Tales. A campanha consistiu em curtas-metragens que foram produzidos em conjunto com diretoras de alto nível. O resultado foi uma lista de curtas-metragens mudos que apresentavam as coleções da Miu Miu. Os primeiros quatro curtas-metragens foram dirigidos por Zoe Cassavetes, Lucrecia Martel, Giada Colagrande e Massy Tadjedin e foram exibidos no 69º Festival Internacional de Cinema de Veneza. Um quinto filme, que estreou em 2013, foi escrito e dirigido por Ava DuVernay, que também os estrelou.